# 牧山仁志
牧山 仁志（まきやま ひとし、1990年9月3日 - ）は、神奈川県川崎市出身の元ハンドボール選手。

## 経歴
法政大学第二高等学校時代は第3回男子ユースアジア選手権の日本代表（U-19）に選出。
早稲田大学時代は第12回男子ジュニアアジア選手権の日本代表に選出。大学卒業後はクラブチームの渡辺組でプレーした。
2015年12月に日本ハンドボールリーグの琉球コラソンが実施したトライアウトで合格し、2016-17年シーズンから加入。同シーズンは15試合に出場し、34得点を記録。最優秀新人賞を受賞した。シーズンオフの3月30日に2017-18年シーズンの契約に合意した。
2018年3月3日に、2017-18年シーズン限りで現役を引退することが発表された。

## 詳細情報

### 年度別成績
| 年       | チーム   | 試合 | フィールド 得点 | 率   | 7m  | 合計  | 警告 | 退場 | 失格 |
| -------- | -------- | ---- | --------------- | ---- | --- | ----- | ---- | ---- | ---- |
| 2016-17  | 琉球     | 15   | 34/56           | .607 | 0/0 | 34/56 | 1    | 0    | 0    |
| 2017-18  | 琉球     | 20   | 27/42           | .643 | 0/0 | 27/42 | 5    | 2    | 0    |
| JHL：2年 | JHL：2年 | 35   | 61/98           | .622 | 0/0 | 61/98 | 6    | 2    | 0    |

### タイトル・表彰
- 最優秀新人賞 (2016年)

### 記録
- 日本リーグ初得点：2016年9月11日、対大同特殊鋼戦（枇杷島スポーツセンター）[7]

### 背番号
- 11 (2016年 - 2018年)